# جکسون هرست
جکسون هرست (انگلیسی: Jackson Hurst؛ زادهٔ ۱۷ فوریهٔ ۱۹۷۹) یک هنرپیشه اهل ایالات متحده آمریکا است. وی از سال ۲۰۰۶ میلادی تاکنون مشغول فعالیت بوده‌است.